# Đại học Jan Kochanowski ở Kielce

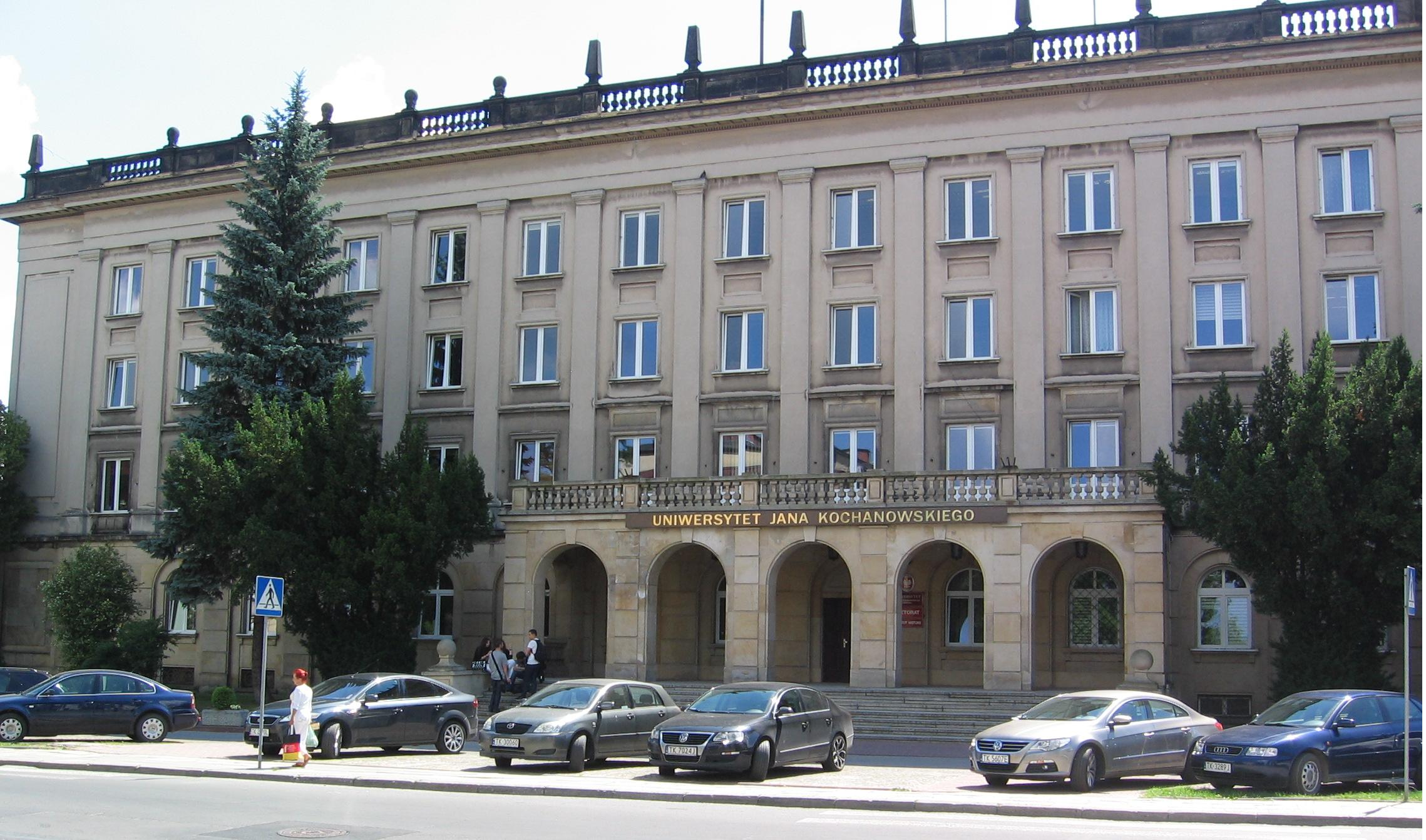
Đại học Jan Kochanowski ở Kielce (Website: https://www.ujk.edu.pl/)

Đại học Jan Kochanowski ở Kielce là một cơ sở giáo dục công lập của Nhà nước Ba Lan, có truyền thống lịch sử từ năm 1969, nay trường có trụ sở tại số 5 Żeromskiego, thành phố Kielce. Đây là trường đại học duy nhất ở tỉnh Świętokrzyskie.

## Lịch sử của trường
Tiền thân của trường Đại học Jan Kochanowski là trường Cao đẳng Sư phạm ở Kielce, sau này là Đại học Sư phạm Kielce. Đến năm 1979, trường Đại học Sư phạm được đặt theo tên của Jan Kochanowski. Đến năm 2000 thì trường Sư phạm Jan Kochanowski được chuyển thành Học viện Świętokrzyska. Đến năm 2008, thì Học viện được chuyển thành trường Đại học Khoa học Tự nhiên và Nhân văn Jan Kochanowski ở Kielce. Vào ngày 1 tháng 10 năm 2011, trường được chuyển đổi thành Đại học Jan Kochanowski.
Trãi qua quá trình phát triển, hiện nay Đại học Jan Kochanowski đã đáp ứng được các tiêu chuẩn trường Đại học của thế kỷ 21, và là một trong những trường Đại học được trang bị tốt nhất ở Ba Lan về các cơ sở nghiên cứu và giảng dạy. Hiện tại Nhà trường có hơn 1.400 nhân viên, trong đó có gần 900 giáo viên giảng dạy, hơn 300 người có bằng cấp cao và chức danh giáo sư. Hiện có 11,5 nghìn sinh viên và nghiên cứu sinh, trong đó có gần 500 người nước ngoài đang theo học ở tất cả các ngành học và hình thức học.
Đại học Jan Kochanowski hiện được ủy quyền đào tạo và cấp bằng tiến sĩ trong 13 lĩnh vực khoa học và tiến sĩ khoa học trong 4 lĩnh vực. Vào năm 2019, trường đã có được quyền cấp bằng tiến sĩ về khoa học y tế và luật.

## Các Khoa đào tạo
Hiện tại trường có các Khoa như sau:
- Khoa Nhân văn[2]

1. Viện Văn học và Ngôn ngữ học
2. Viện Lịch sử
3. Viện Báo chí và Truyền thông xã hội

- Khoa Sư phạm và Tâm lý học[3]

1. Viện Sư phạm
2. Viện Tâm lý

- Khoa Nghệ thuật[4]

1. Viện Nghệ thuật trực quan
2. Viện Âm nhạc

- Khoa Luật và Khoa học Xã hội[5]

1. Viện Khoa học pháp lý
2. Viện Quan hệ Quốc tế và Chính sách công
3. Viện Kinh tế tài chính
4. Viện Khoa học An toàn

- Khoa Khoa học Tự nhiên[6]

1. Viện Sinh học
2. Viện Hóa học
3. Viện Vật lý
4. Viện Địa lý và Môi trường
5. Viện Toán học

Ngoài ra trường có chi nhánh tại Piotrków Trybunalski và Sandomierz.

## Ban giám hiệu[7]
- Hiệu trưởng: GS. TSKH Jacek Semaniak
- Phó Hiệu trưởng phụ trách Phát triển và Tài chính: GS. TSKH Barbara Zbroińska
- Phó Hiệu trưởng phụ trách Khoa học: GS. TSKH Michał Arabski
- Phó Hiệu trưởng phụ trách Giáo dục: GS. TSKH Monika Szpringer
- Phó Hiệu trưởng phụ trách Y tế: GS. TSKH Stanisław Głuszek